# Долина Райта

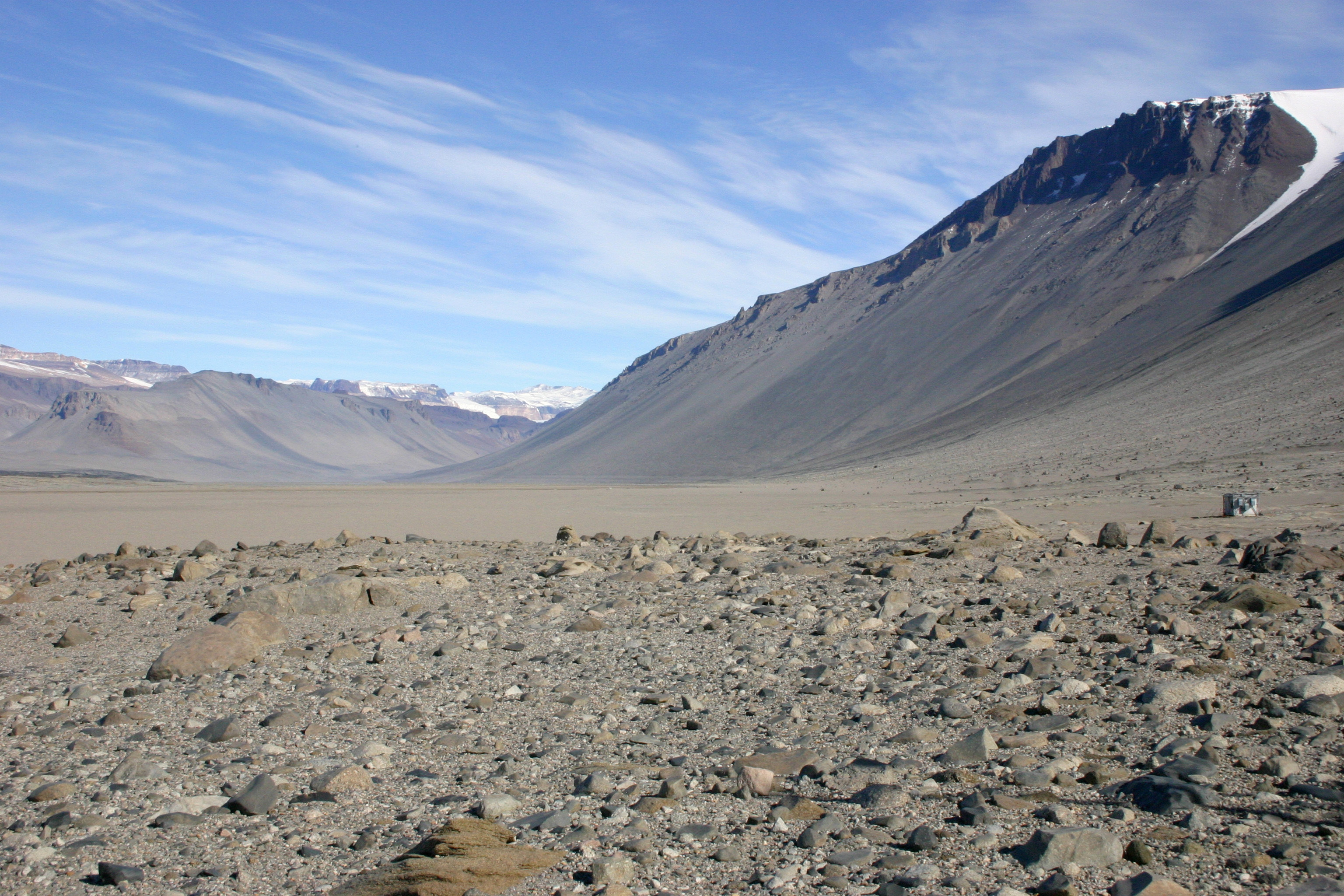
Фотографія долини Райта

Долина Райта (названа на честь сера Чарльза Райта) — центральна з трьох сухих долин в Трансантарктичних горах. Розташована на захід від протоки Мак-Мердо приблизно 77°10′ пд. ш. 161°50′ сх. д. / 77.167° пд. ш. 161.833° сх. д.. По долині Райта протікає річка Онікс — найдовша річка Антарктиди; тут знаходяться озеро Браунворт – витік річки Онікс – і озеро Ванда, в яке Онікс впадає. У південно-західній частині долини (англ. South Fork) розташувалося озеро Дон-Хуан.
Хоча систему долин було виявлено 1903 року під час експедиції «Discovery» на чолі з капітаном Скоттом, долину Райта, розташовану недалеко від центру системи, не було видно, поки 1947-го року не було зроблено аерофотознімки регіону. Вчені були здивовані парадоксальним фактом, що долина безпосередньо прилягає до постійного льодовикового щита Східної Антарктиди і залишається вільною від льоду протягом, принаймні, однієї тисячі років. Крім того, озеро Ванда живиться влітку талою водою річки Онікс і зберігає достатньо високу температуру води у своїй найглибшій точці. Незважаючи на те, що озеро протягом цілого року покрите приблизно трьома метрами льоду, температура на дні озера була оцінена в 25° C. Відсутність снігу, відносно високі температури озера, особливості порід, висушені туші тюленів і майже повна відсутність рослин вимагають детальнішого дослідження.

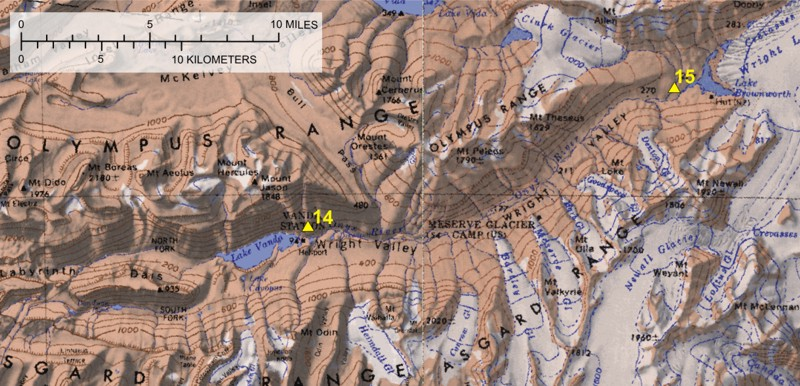
Мапа долини Райта з річкою Онікс та озером Ванда

У 1968–1995 роках поблизу східного кінця озера Ванда існувала новозеландська дослідницька станція «Ванда».